# Gonomyia metallescens
Gonomyia metallescens är en tvåvingeart som beskrevs av Edwards 1927. Gonomyia metallescens ingår i släktet Gonomyia och familjen småharkrankar. Inga underarter finns listade i Catalogue of Life.